# Zur Alten Post (Dellbrück)

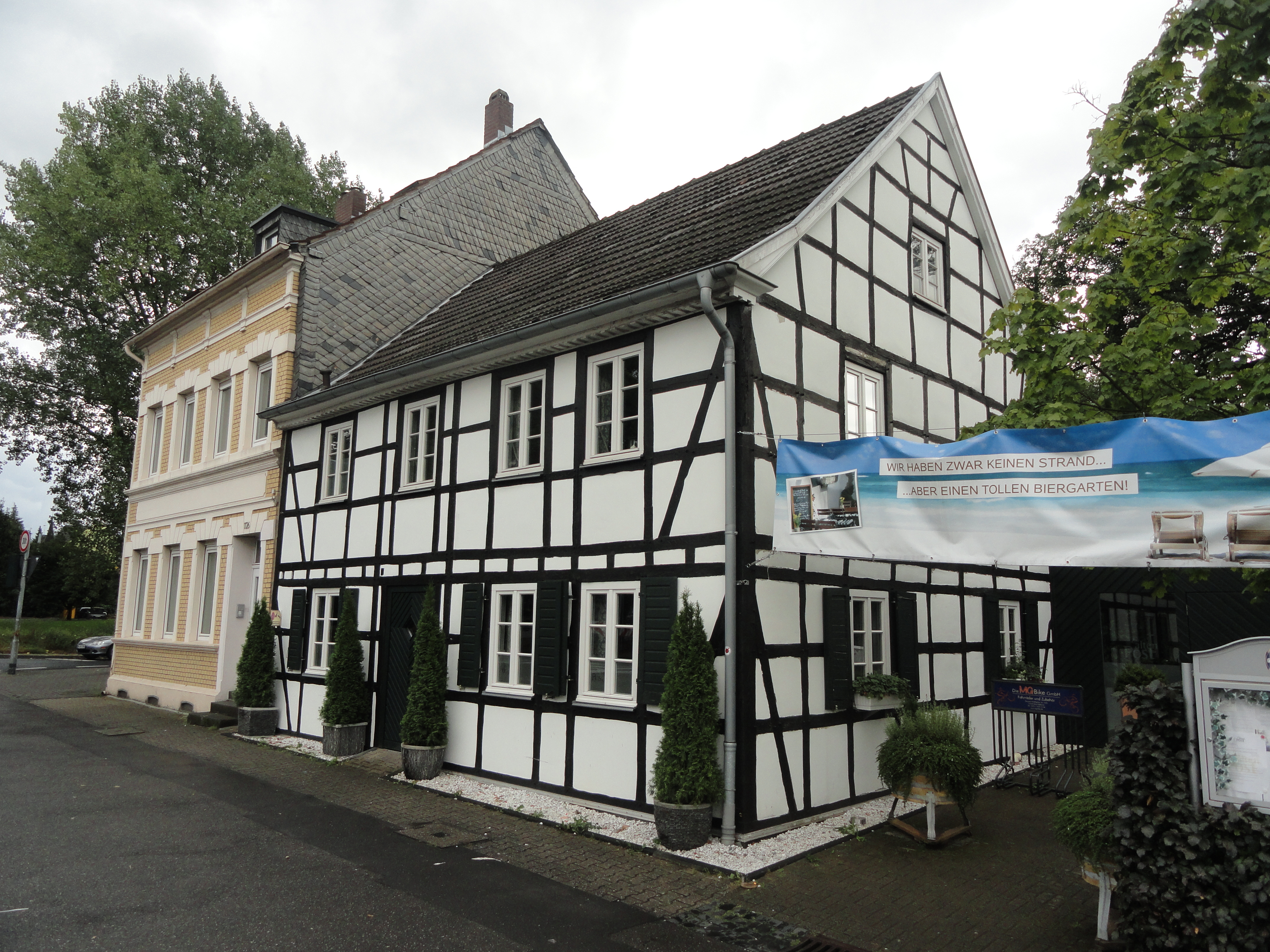
Alte Post

Die Gaststätte Zur Alten Post (oder kurz Alte Post) ist ein historischer Gasthof in Köln-Dellbrück an der Fürstenbergischen Kunststraße. Er diente ab 1842 zunächst auch als Posthalterei und Mautstelle.

## Gesamtanlage
Das historische Anwesen Alte Post besteht aus dem unter Denkmalschutz stehenden historischen Gasthof (Nr. 1124) mit Nebengebäude an der Von-Quadt-Straße, dem benachbarten Wohnhaus (Nr. 1126), das um 1900 erneuert wurde, sowie einem weiteren Nebengebäude (Nr. 1128), das heute als selbständiges Wohnhaus genutzt wird.

## Bedeutung für Dellbrück
Die Alte Post markiert die schon im 17. Jahrhundert genannte Alte Dellbrücke im Bereich des heutigen Thielenbruch, einer Pferdetränke am Dammweg durch ein Feuchtgebiet. Der Name wurde 1842 auf das Gasthaus mit Posthalterei, dann 1868 auch auf die Station der Eisenbahnstrecke Mülheim–Bergisch Gladbach übertragen. 1904 schlossen sich die alten Wohnplätze/Dörfer Thurn, Strunden und Hagedorn unter dem gemeinsamen Namen Dellbrück zusammen, unter dem sie 1914 nach Köln eingemeindet wurden.